# التصنيفات الدولية لنيبال
تتضمن القائمة التالية التصنيفات الدولية لنيبال

## تصنيفات التعليم
- معدل الإلمام بالقراءة والكتابة: 70.7% بشكل عام

## التصنيفات الاقتصادية
- مؤشر الحرية الاقتصادية لعام 2016: حلّت نيبال في المرتبة 152 من أصل 178 [1]
- مؤشر سهولة ممارسة الأعمال لعام 2020: حلّت نيبال في المرتبة 94 من أصل 190 [2]
- مؤشر التنافسية العالمية 2016-2017: حلّت نيبال في المرتبة 98 من أصل 138
- الناتج المحلي الإجمالي الاسمي للفرد وفقاً لصندوق النقد الدولي لعام 2019: حلّت نيبال في المرتبة 158 من بين 187 اقتصادًا

## التصنيفات السياسة
- مؤشر الدول الهشة لعام 2020: حلّت نيبال في المرتبة 49 بين الدول الأكثر هشاشة
- مؤشر مدركات الفساد لعام 2019: حلّت نيبال في المرتبة 113 من بين 176 حكومة الأكثر فسادًا، والمرتبة 110 من بين 180 دولة عام 2022 [3]
- مؤشر حرية الصحافة لعام 2017: حلّت نيبال في المرتبة 100 من بين 180 دولة [4]
- حرية الصحافة 2017: حلّت نيبال في المرتبة 108 من أصل 198 [5]
- مؤشر الديمقراطية لعام 2016: حلّت نيبال في المرتبة 102 من بين 167 حكومة [6]

## التصنيفات السياحية
- منظمة السياحة العالمية: تصنيفات السياحة العالمية
- المنتدى الاقتصادي العالمي: تقرير التنافسية في السفر والسياحة

## التصنيفات التكنولوجية
- المنظمة العالمية للملكية الفكرية: مؤشر الابتكار العالمي 2024، حلّت نيبال في المرتبة 109 من بين 133 دولة [7]